# Sergio Altesor
Sergio Altesor, auch geführt als Sergio Altezor, (* 31. August 1951 in Montevideo) ist ein uruguayischer Künstler und Schriftsteller.

## Leben
Altezor ging 1976 während der Zeit der zivil-militärischen Diktatur in Uruguay ins Exil nach Schweden. Erst 1995 kehrte er für sechs Jahre in sein Heimatland zurück, um anschließend wieder in seine schwedische Wahlheimat zu ziehen. Altezor schrieb für verschiedene Zeitschriften, darunter die El País-Beilage El País Cultural und die Zeitung Brecha. Er ist zudem als Künstler tätig. Seit seinem Erstlingswerk Rio testigo 1973 folgten diverse weitere Buch-Publikationen seinerseits. 1997 erhielt er den Premio Literario Municipal der Intendencia Municipal von Montevideo. Im Jahr 2000 erschien sein erster Roman mit dem Titel Río escondido. Im selben Jahr wurde er mit dem Premio Nacional de Literatura des Uruguayischen Kulturministeriums ausgezeichnet.

## Veröffentlichungen
- Río testigo (1973)
- Trenes en la noche (1982)
- Archipiélago (1984)
- Diario de los últimos días del archipiélago (1995)
- Serpiente (1999)
- Río escondido (2000), Roman

## Auszeichnungen
- 1997: Premio Literario Municipal der Intendencia Municipal von Montevideo[1][2]
- 2000: Premio Nacional de Literatura des Uruguayischen Kulturministeriums[3]